# Maria Brockerhoff
Maria Brockerhoff (* 6. Juli 1942 in Hamburg) ist eine deutsche Schauspielerin, Fotomodell und Sängerin.

## Leben
Die Kapitänstochter und Grafik-Studentin arbeitete nebenher als Mannequin. Im November 1964 war ihr Gesicht auf der Titelseite der amerikanischen Ausgabe des Playboy für eine Fotoreportage über die „Girls of Germany“. In Bremen war sie 1965 als „Schwester Karin“ Kampagnenmodell für den Beruf der Krankenschwester. Gleichzeitig wurde sie bei einem Wettbewerb zum „Deutschen Gretchen 65“ gewählt. Sie erhielt daraufhin mehrere Rollen in Filmkomödien, in denen sie vor allem als attraktiver Blickfang eingesetzt wurde. Sie reiste 1965 nach Hollywood, wo sie in dem Agentenfilm Leise flüstern die Pistolen (The Silencers) mitspielen sollte, doch die Dreharbeiten fanden ohne sie statt, da sie keine Arbeitsgenehmigung erhalten hatte. 
Sie war auf etlichen Titelseiten, allein 1966 in 26 Illustrierten zu sehen. Das Label Cantagallo veröffentlichte zwei Schallplatten mit ihr. 1967 hielt sie sich erneut in Hollywood auf, doch die Verhandlungen mit der Filmgesellschaft Columbia Pictures scheiterten, da diese eine siebenjährige Bindung verlangte. Maria Brockerhoff wirkte auch in mehreren Fernsehproduktionen mit und gehörte zur Dauerbesetzung der Serie Luftsprünge.
Dann ließ das Medieninteresse nach. Sie arbeitete zeitweise in einer Münchner Werbeagentur und zog nach ihrer Heirat am 14. April 1979 mit dem zwei Jahre älteren amerikanischen Lockheed-Manager George E. Lombard nach Kalifornien. Weitere Wohnorte waren Minnesota, Georgia und Florida, wo das Ehepaar in Fort Lauderdale lebte. Seit ihrer Eheschließung nennt sie sich nur noch Maria Lombard.

## Filmografie
- 1964: Die schwedische Jungfrau
- 1965: Ich kauf mir lieber einen Tirolerhut
- 1966: Komm mit zur blauen Adria
- 1966: Der Lord mit der MP (Le Saint prend l'affût)
- 1967: Pension Clausewitz
- 1968: Hannibal Brooks
- 1968: Komm nur, mein liebstes Vögelein
- 1969: Hugo, der Weiberschreck
- 1969: Unser Doktor ist der Beste
- 1969: Die Jungfrauen von Bumshausen
- 1969: Luftsprünge (TV-Serie)
- 1970: Hurra, ein toller Onkel wird Papa
- 1970: Frisch, fromm, fröhlich, frei
- 1972: Tatort – Kressin und die Frau des Malers
- 1973: Der Kommissar – Tod eines Buchhändlers
- 1975: Bitte keine Polizei – Honig und Pfeffer

## Singles
- 1965: Laß doch die andern Mädchen steh'n / Schade, my dear
- 1966: Warum weinen / Alles nur Träumerei